# 罗慕伦
| 星际旅行中主要的种族与势力              |
| --------------------------------------- |
| 星際聯邦 · 人类 · 瓦肯人 · 安多利人     |
| 貝塔索人 · 波利安人 · 德诺布拉人        |
| 罗慕伦人 · 克林贡人 ·巴库人 · 索利安人  |
| 葛恩人 · 佛瑞吉人 · 博格人 · 卡松人     |
| 卡达西人 · 贝久人 · 楚尔人 · 希罗吉恩人 |
| 自治同盟 · 布林人 · 新地人 · 8472种族   |

羅慕倫（也譯羅慕蘭），是科幻電視影集《星艦奇航記》中虛構的外星種族，是瓦肯人的分支种族。特徵是性情暴躁、狡猾及見風轉舵。他們是支配著銀河系第二象限（Beta Quadrant）的一大帝國羅慕倫帝國的種族。
羅慕倫第一次的出現是在《星艦奇航記》的原始系列「恐怖平衡（Balance of Terror）」中，並由編劇保羅·施耐德（Paul Schneider）所創作，施耐德認為「這是一個充滿羅馬風格的厲害反派……是羅馬文明在太空中的擴展。」

## 設計
羅慕倫人大量使用綠色和灰色（較少使用黑色、藍色、淡綠色及淡橙色），並經常將類似石灰岩的物料用於建築上。羅慕倫的徽章是一頭以雙爪分別抓緊羅穆盧斯（Romulus）及瑞摩斯（Remus）這兩顆行星的猛禽。這以鳥類造型的設計亦見於羅慕倫的猛禽型星艦中，或許這是擁有其文化意義的——那些拒絕接受蘇拉克（Suark）教導的人將於猛禽的雙翅下受庇蔭。

## 居住行星
羅穆盧斯及瑞摩斯是羅慕倫人所居住的兩顆行星。根據《星戰啟示錄》，儘管兩個行星都是圍繞著相同的恆星運轉，羅穆盧斯及瑞摩斯一般被視為雙子行星。
在公元前400年瓦肯人的反叛份子於羅穆盧斯上殖民之前，羅穆盧斯上並沒有具任何生命。經過長時間的演化，他們成為了羅慕倫人。而在瑞摩斯，一種叫為「瑞曼斯」（Remans）的智人出現，他們被羅慕倫人征服，成為羅慕倫社會上的低下階層（儘管沒人知道瑞曼斯人是源自瑞摩斯還是瓦肯人的變種）。
部分瓦肯人拒絕接受蘇拉克所提倡重視和平和邏輯的哲學，於是在瓦肯星上造反，後來逃遁至羅穆盧斯所處的星系。正如冼樸後來指出，假如羅慕倫人仍保留蘇拉克以前瓦肯人曾經擁有的那種忿怒及侵略性，羅慕倫人將成為一個極危險的種族。
但是在公元2387年，羅穆盧斯星系的太陽正變成超新星，作爲聯邦駐羅慕倫大使的洗樸嘗試使用紅物質去製造小黑洞把該恆星過剩的能量吸掉但最後失敗，羅穆盧斯被太陽的火焰所吞噬而毀滅。令大量羅慕倫人流離失所。

## 科技
羅慕倫主力艦為羅慕倫戰鳥，最為有名的技術包括其分裂武器（disruptor weapon）、光子魚雷、等離子魚雷、遮蔽裝置以及由人工引力奇點提供能源的星艦（其引擎性質會導致一旦開動後便無法關掉）。在22世紀，他們展現出先進的全像及視像技術。
他們廣為人知及令人聞風喪膽的，就是大量使用等離子魚雷。這種武器使用超級增壓等離子以體破壞敵艦船殼。等離子魚雷是在第一象限各種族中擁有最強破壞力的武器。然而，使用它將消耗大量能源，所以在發射前須解除遮蔽裝置。此外由於等離子魚雷射程有限，羅慕倫的星艦必須靠近目標才可發射。

## 帝國面積
羅慕倫帝國的版圖面積從沒有在作品中透露，然而，星艦奇航記的編劇及編導羅納德·穆爾（Ronald D. Moore）曾指出，羅慕倫帝國比克林貢帝國及星際聯邦小。不過，在《星际旅行：航海家号》之電腦遊戲「Elite Force」中，羅慕倫帝國約比克林貢大兩分之三，同時亦比星際聯邦大五倍。考慮到羅慕倫比星際聯邦及克林貢更具侵略性和擁有較優越的技術，相信這亦是個合理的推測。

## 與古羅馬文化的聯繫
大部份有關羅慕倫的詞彙都是出自古羅馬神話及政府體制。羅穆盧斯和瑞摩斯兩兄弟創立了羅馬。而瓦肯則是羅馬神話中代表火與破壞的神祇。資深執政官及裁判官是羅馬共和國時期的政府官員。而羅馬元老院則是統治羅馬共和國的團體。
在原初系列谁悼我主？一集中，透露了古希臘及羅馬的神祇原本就是在數千年前到訪地球的高智慧生物。近年來有理論假設相同的高智慧生物亦曾到訪其他星球——例如是瓦肯星及/或羅慕倫等。儘管這不是官方的理論，但曾一度於星艦奇航記的網站中出現，該理論解釋了羅慕倫與羅馬神話及羅馬政府制度之間的關聯。

## 特性
羅慕倫人外貌與瓦肯人相似，擁有一對尖耳，流著綠色的血，但是身體結構有著相當的差別，足以令器官或身體組織無法移植。
羅慕倫政府一直在外交方面無法相信他人，也因為不停的猜忌和侵略意圖，經常狡猾多端。

## 飲食
羅慕倫人釀製一種叫“羅慕倫艾爾酒”（Romulan Ale）的藍色酒精飲料，很容易令人醉倒，但因爲星際聯邦對羅慕倫實施經濟制裁，令該飲料在聯邦境内禁止售賣，但不限個人身份購買、收藏和享用，麥考伊就買了一瓶送給卻克作生日禮物。在自治同盟戰爭結束後，聯邦跟羅慕倫的關係正常化，令聯邦的人民可以自由購買和享用它了。

## 传记

### 电子传记
- Romulan Star Empire, Intl. The Oldest & Largest Romulan Fan Group on Earth （页面存档备份，存于）
- Romulan在阿尔法记忆網站中的相關摘錄
- Neutral Zone Starship Database - Romulans （页面存档备份，存于）
- StarTrek.com - Romulans （页面存档备份，存于）
- StarTrek.com - "Strange Relations: Romulans and Vulcans" （页面存档备份，存于）
- Ex Astris Scientia - Warp Drive and Romulan History （页面存档备份，存于）
- Amarillo Design Bureau - Creator of the Star Fleet Universe game systems
- Romulan Starships Database （页面存档备份，存于）

### 印刷品传记
- Captains' Logs: The Unauthorized Complete Trek Voyages
- Star Trek: The Magazine vol.3, #10 (February 2003)
- Star Trek: The Magazine vol.3, #11 (March 2003)